# David Endt

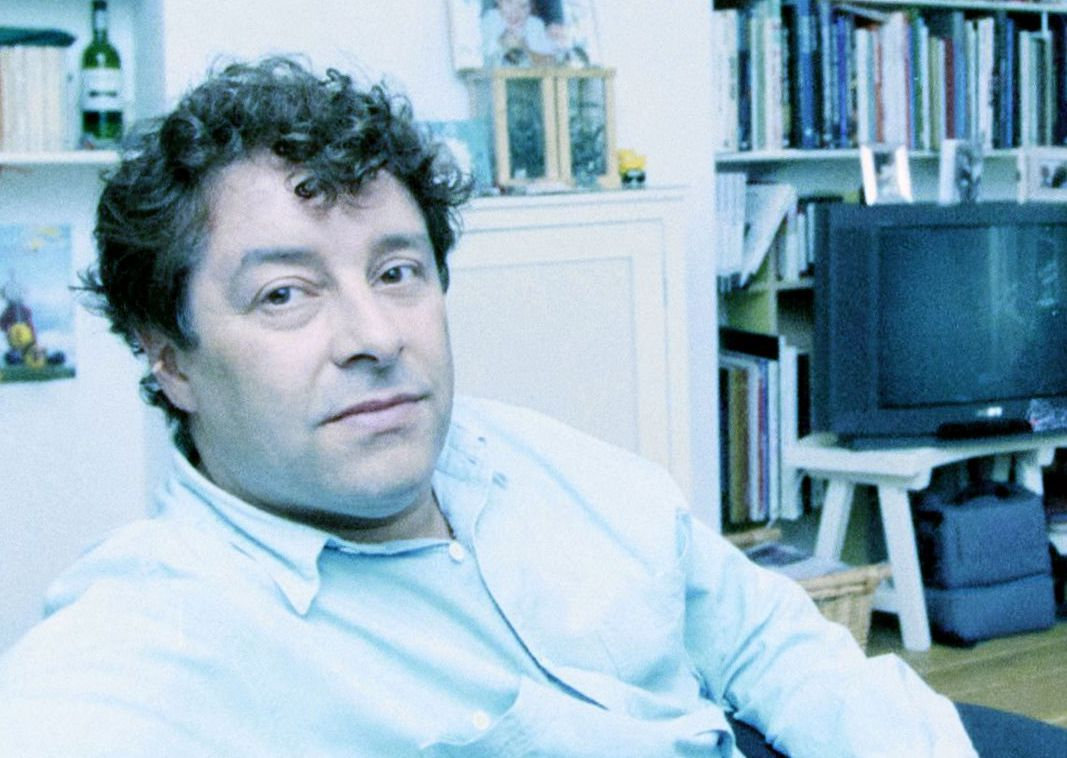
David Endt in Amsterdam, 2000

David Endt (Den Haag, 12 februari 1954) is een Nederlandse sportjournalist, -schrijver en columnist. Tot juni 2013 was hij tevens als teammanager werkzaam voor de Amsterdamse voetbalclub Ajax, waarna duidelijk werd bij monde van technisch directeur Edwin van der Sar dat hij niet langer nodig was binnen de club.
Endt was in de jaren zeventig een jeugdspeler bij Ajax. In de aanloop naar het seizoen 1974/75 werd hij bij de eerste selectie gehaald, maar door een langdurige blessure  kwam hij niet verder dan de reservebank. Vanaf 1977 speelde Endt een jaar voor de amateurs van DWV. Vervolgens kwam hij nog een jaar uit voor het Belgische Racing Muide uit Gent-Noord, werd kampioen en Muide promoveerde naar de Tweede Provinciaal. Maar Endt trad in 1979 in dienst van het sportmarketingbureau Inter Football. Vanuit dit bureau werd hij met name ingezet op opdrachten voor Ajax, zoals het maken van het club- en programmablad. In 1989 trad Endt als redacteur in dienst bij Ajax. Van 1993 tot 1999 was hij binnen de club de verantwoordelijke voor perscontacten. Vanaf 1997 was hij teammanager, waarbij hij als vertrouwenspersoon gold voor veel spelers.
Naast zijn bezigheden voor Ajax schreef Endt columns voor Het Parool en was hij als freelancer werkzaam voor Eurosport en daarna ESPN. Specialisme: voetbal in Amerika, vooral Brazilië. Hij schreef diverse boeken over voetbal, voornamelijk over Ajax, maar ook over zijn andere grote voetballiefde Internazionale. 
David Endt is een zoon van Enno Endt. 

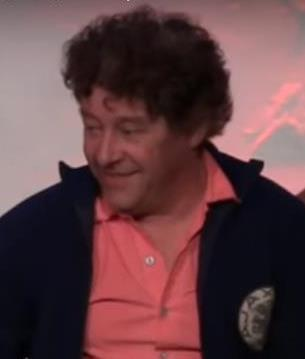
David Endt (2015)

## Publicaties
- De schaduwen van San Siro (1989)
- Italiaans-Nederlands voetbal woordenboek (1991)
- Twintig brieven aan Frank Rijkaard en één brief terug (1991)
- De godenzonen van Ajax (1994)
- Gloria Victoria (1995)
- Doelwit (1998)
- Voetbalhart I - De elementen (2001)
- Ajax 1900-2000 (2001, met Sytze van der Zee)
- Ajax-zielen (2003)
- Onvoltooid verleden (2008)
- Goool (2008)
- Mijn Inter (2009)
- Route 32 (2013)

- Digitale Bibliotheek voor de Nederlandse Letteren: endt002
- International Standard Name Identifier: 0000 0003 6915 2742
- Nederlandse Thesaurus van Auteursnamen: 074800086
- Virtual International Authority File: 291456832
- WorldCat: E39PBJpDMkh46MdcVK3PWx4Xh3